# José Mera
José Mera (Puerto Tejada, Cauca, Colombia; 11 de abril de 1979) es un exfutbolista y entrenador colombiano. Jugaba de defensa central. Desde hace varios años dirige al equipo de la Asocolfutpro.

## Legado deportivo
Su hijo es Juan José Mera, actualmente jugador del Deportes Tolima.

## Trayectoria

### Deportes Quindío
Debutó en el fútbol profesional colombiano en 1999 con Deportes Quindio.

### Independiente Medellín
Un año después es transferido al Independiente Medellín.

### Deportivo Cali
En el 2001 firmó con el Deportivo Cali, dicho conjunto lo ha cedido a préstamo a diferentes clubes en diferentes oportunidades, con esta institución jugó tres temporadas seguidas hasta 2004 incluyendo una participación en Copa Libertadores. 
Luego fue cedido a préstamo durante seis meses al Club Libertad de la Primera División de Paraguay y posteriormente otros 6 meses al Deportivo Pereira para luego volver al Deportivo Cali y jugar la Copa Libertadores del año 2006. En el segundo semestre de ese año fue prestado al Independiente Medellín con el cual disputó la Copa Sudamericana 2006. 

### Deportivo Pasto
Para el 2007 fue trasferido al Deportivo Pasto y vuelve a participar en la Copa Libertadores. 

### Caracas FC
En el segundo semestre, para la temporada 2007/2008, el Deportivo Cali, dueño del pase del jugador, lo cede al Caracas FC con el cual logra el campeonato del Torneo Apertura venezolano de 2007.

### Millonarios FC
En junio de 2008 es transferido en préstamo a Millonarios donde se mantiene hasta finales del 2011. Mera alterno la capitanía del equipo capitalino con Gerardo Bedoya , Rafael Robayo y Mayer Candelo; Se destacó por ser un gran defensor central jugó más de 100 partidos y además se consagró campeón de la copa Colombia en su última etapa con el club Bogotáno.
Disputó 92 partidos de liga y 28 de copa Colombia.

### Yaracuyanos
Después de no concretarse su paso al América de Cali, llega por segunda vez al Fútbol Venezolano donde se mantiene 2 años jugando 60 partidos y convirtiendo 5 goles.

### Depor
Se venía destacando con el equipo vallecaucano hasta que es despedido sin justa causa.

## Selección nacional
En 1998 estando en la escuela del Boca Juniors de Cali fue convocado a la selección Colombia sub-20 para disputar los Juegos Centroamericanos y del Caribe.
Mera ha jugado en la Selección de fútbol de Colombia en partidos amistosos internacionales entre 2002 y 2005. Su convocatoria más importante fue en la Copa Federaciones disputada en 2003 en Francia, donde la selección colombiana ocupó el cuarto lugar. También hizo parte de selección colombiana sub-21 en el Torneo Esperanzas de Toulon, Francia en 2000, donde Colombia fue campeón venciendo en la final a Portugal.

### Participaciones enCopa Confederaciones
| Torneo                    | Sede    | Resultado    | PJ | GA | Asis |
| ------------------------- | ------- | ------------ | -- | -- | ---- |
| Copa Confederaciones 2003 | Francia | Cuarto lugar | 1  | 0  | 0    |

### Participaciones enCopas Oro
| Torneo        | Sede                    | Resultado        | PJ | GA | Asis |
| ------------- | ----------------------- | ---------------- | -- | -- | ---- |
| Copa Oro 2003 | Estados Unidos y México | Cuartos de final | 3  | 0  | 0    |

## Clubes
| Club                   | País      | Año         |
| ---------------------- | --------- | ----------- |
| Deportes Quindio       | Colombia  | 1999        |
| Independiente Medellín | Colombia  | 2000        |
| Deportivo Cali         | Colombia  | 2001 - 2004 |
| Club Libertad          | Paraguay  | 2005        |
| Deportivo Pereira      | Colombia  | 2005        |
| Deportivo Cali         | Colombia  | 2006        |
| Independiente Medellín | Colombia  | 2006        |
| Deportivo Pasto        | Colombia  | 2007        |
| Caracas F.C.           | Venezuela | 2007 - 2008 |
| Millonarios            | Colombia  | 2008 - 2011 |
| Yaracuyanos FC         | Venezuela | 2012-2014   |
| Depor Aguablanca       | Colombia  | 2015        |

## Estadísticas

### Clubes
| Club                              | Div.          | Temporada     | Liga  | Liga  | Copa Nacional | Copa Nacional | Copa Internacional | Copa Internacional | Total | Total |
| Club                              | Div.          | Temporada     | Part. | Goles | Part.         | Goles         | Part.              | Goles              | Part. | Goles |
| --------------------------------- | ------------- | ------------- | ----- | ----- | ------------- | ------------- | ------------------ | ------------------ | ----- | ----- |
| Deportes Quindío · Colombia       | 1.ª           | 1999          | 28    | 2     | -             | -             | -                  | -                  | 28    | 2     |
| Deportes Quindío · Colombia       | Total club    | Total club    | 28    | 2     | 0             | 0             | 0                  | 0                  | 28    | 2     |
| Independiente Medellín · Colombia | 1.ª           | 2000          | 37    | 1     | -             | -             | -                  | -                  | 37    | 1     |
| Independiente Medellín · Colombia | 1.ª           | 2006          | 11    | 0     | -             | -             | 2                  | 0                  | 13    | 0     |
| Independiente Medellín · Colombia | Total club    | Total club    | 48    | 1     | 0             | 0             | 2                  | 0                  | 50    | 1     |
| Deportivo Cali · Colombia         | 1.ª           | 2001          | 25    | 0     | -             | -             | -                  | -                  | 25    | 0     |
| Deportivo Cali · Colombia         | 1.ª           | 2002          | 39    | 2     | -             | -             | -                  | -                  | 39    | 2     |
| Deportivo Cali · Colombia         | 1.ª           | 2003/04       | 58    | 2     | -             | -             | 19                 | 0                  | 77    | 2     |
| Deportivo Cali · Colombia         | 1.ª           | 2006          | 5     | 0     | -             | -             | -                  | -                  | 5     | 0     |
| Deportivo Cali · Colombia         | Total club    | Total club    | 128   | 6     | 0             | 0             | 19                 | 0                  | 147   | 6     |
| Club Libertad Paraguay            | 1.ª           | 2005          | 5     | 0     | -             | -             | -                  | -                  | 5     | 0     |
| Club Libertad Paraguay            | Total club    | Total club    | 5     | 0     | 0             | 0             | 0                  | 0                  | 5     | 0     |
| Deportivo Pereira · Colombia      | 1.ª           | 2005          | 22    | 0     | -             | -             | -                  | -                  | 22    | 0     |
| Deportivo Pereira · Colombia      | Total club    | Total club    | 22    | 0     | 0             | 0             | 0                  | 0                  | 22    | 0     |
| Deportivo Pasto · Colombia        | 1.ª           | 2007          | 15    | 0     | -             | -             | 4                  | 0                  | 19    | 0     |
| Deportivo Pasto · Colombia        | Total club    | Total club    | 15    | 0     | 0             | 0             | 4                  | 0                  | 19    | 0     |
| Caracas FC · Venezuela            | 1.ª           | 2007/08       | 23    | 2     | -             | -             | 6                  | 0                  | 29    | 2     |
| Caracas FC · Venezuela            | Total club    | Total club    | 23    | 2     | 0             | 0             | 6                  | 0                  | 29    | 2     |
| Millonarios · Colombia            | 1.ª           | 2008          | 15    | 1     | 0             | 0             | -                  | -                  | 15    | 1     |
| Millonarios · Colombia            | 1.ª           | 2009          | 26    | 2     | 9             | 0             | -                  | -                  | 35    | 2     |
| Millonarios · Colombia            | 1.ª           | 2010          | 24    | 1     | 11            | 1             | -                  | -                  | 35    | 2     |
| Millonarios · Colombia            | 1.ª           | 2011          | 27    | 0     | 8             | 0             | -                  | -                  | 35    | 0     |
| Millonarios · Colombia            | Total club    | Total club    | 92    | 4     | 28            | 1             | 0                  | 0                  | 120   | 5     |
| Yaracuyanos · Venezuela           | 1.ª           | 2012/13       | 32    | 0     | 2             | 1             | -                  | -                  | 34    | 1     |
| Yaracuyanos · Venezuela           | 1.ª           | 2013/14       | 28    | 5     | 2             | 0             | -                  | -                  | 30    | 5     |
| Yaracuyanos · Venezuela           | Total club    | Total club    | 60    | 5     | 4             | 1             | 0                  | 0                  | 64    | 6     |
| Depor Aguablanca · Colombia       | 2.ª           | 2015          | 12    | 0     | 4             | 2             | -                  | -                  | 16    | 2     |
| Depor Aguablanca · Colombia       | Total club    | Total club    | 12    | 0     | 4             | 2             | 0                  | 0                  | 16    | 2     |
| Total carrera                     | Total carrera | Total carrera | 433   | 20    | 36            | 4             | 31                 | 0                  | 500   | 24    |

### Selección
| Sub-20 · Colombia | 1998-99                    | — | — | 0 | 0 | — | — | 0 | 0 |
| Sub-20 · Colombia | Total                      | 0 | 0 | 0 | 0 | 0 | 0 | 0 | 0 |
| Sub-21 · Colombia | 2000                       | — | — | 0 | 0 | — | — | 0 | 0 |
| Sub-21 · Colombia | Total                      | 0 | 0 | 0 | 0 | 0 | 0 | 0 | 0 |
| Mayores · Colombia | 2002                       | 2 | 0 | — | — | — | — | 2 | 0 |
| Mayores · Colombia | 2003                       | 2 | 0 | 4 | 0 | — | — | 6 | 0 |
| Mayores · Colombia | 2004                       | 1 | 0 | — | — | — | — | 1 | 0 |
| Mayores · Colombia | Total                      | 5 | 0 | 4 | 0 | 0 | 0 | 9 | 0 |
| Total Selecciones Colombia                                                                                              | Total Selecciones Colombia | 5 | 0 | 4 | 0 | 0 | 0 | 9 | 0 |
| (1) Incluye: Centro Americanos y del Caribe 1998, Esperanzas de Toulon 2000, Copa Oro 2003 y Copa Confederaciones 2003. |                            |   |   |   |   |   |   |   |   |

## Palmarés

### Títulos nacionales
| Título        | Club        | País     | Año  |
| ------------- | ----------- | -------- | ---- |
| Copa Colombia | Millonarios | Colombia | 2011 |